# 網路右翼
網路右翼，简称网右，是用来指代在日本社交媒体上支持右翼的网民的术语，具体而言是部份利用互聯網討論版發表親近极右翼、极端民族主义观点言論的日本网络人士，常活躍於匿名留言板網站2ch、映像分享網像NICONICO動畫等，這些人多不喜歡与日本有外交摩擦的鄰國，如中國、韩国、朝鲜等。這些網民在他們生活價值受到威脅的時候，會選擇離開互聯網，上街參加示威遊行等，於現實中發表自己的意見。
“網路右翼”一词在中文地區不被常用，一般在形容日本互联网上的右翼网民时，通常直呼“日本右翼”或“右翼”。

## 简介
虽然一般认为日本的网络右翼可能主要经由钓鱼岛问题等中日政治领土摩擦问题而导向反中和日本民族主义，但日本的“网络民族主义”现象事实上最早是从反韩开始的，可以追溯到2002年，即日韩共同举办世界杯的那一年。日本主流媒体忽视了民间对韩国队不公平比赛的不满，基本上保持乐观的语气，这导致日本的BBS和论坛成为这些不满的流行渠道，由于媒体避免报道对争议事件或韩国人的批评，互联网被视为唯一不受官方政策或政治正确约束的媒体。2002年國際足協世界杯助长了日本民间对主流媒体涉韩报道的不信任，并助长了反韩、反主流媒体的基调，这成为了之后日本互联网右翼社区的一个决定性特征。2002年9月，朝鲜正式承认绑架了日本公民，而朝鲜此前长期以来一直否认这一事实，这更加助长了日本网络右翼的反朝鲜半岛情绪。
而於2005年5月8日《產經新聞》一篇文章中首度提及「網路右翼」（ネット右翼），通常簡稱作「網右」（ネトウヨ），但这一文章主要意在将中国的网络民族主义者和日本的网络右翼作类比。2006年在日本英語報章《日本時報》以「Net Uyoku」介紹網路右翼，此后网络右翼作为术语在日本及海外广为人知。

## 观点及對社會影響
日本网络右翼普遍支持历史修正主义观点，这类观点积极地描绘和美化了大日本帝国，同时充满对朝鲜、韩国以及中国的负面描绘 。日本网络右翼支持政治人物参拜靖国神社，此神社已供奉1068名战犯（包括14名甲级战犯）的牌位，政治人物参拜靖国神社的行为经常遭到中国和韩国的谴责，因为这代表对日本帝国战时存在的暴行缺乏悔意甚至基本的认同。
日本网络右翼也经常表达对其国内左翼和中左翼政党的批评，例如日本共产党、立宪民主党、日本社民党等，同时也批评日本主流媒体，认为其皆有“自由主义偏见” 。日本网络右翼倾向于表达对移民的敌意，尤其是那些与日本有外交紧张关系的国家的移民。
網路右翼對於他人相左之意見不容易接納，朝日新聞專欄曾寫道「與自己意見不同的人不斷回覆留言」。
日本学者古谷经衡进一步观察到，尽管网络右翼在网络上很活跃，但他们在线下缺乏制度性的政治代表，从而导致一种挫败感，并倾向于在网上更活跃并更坚定地支持日本自民党中的极右翼分子，尤其是那些属于前首相安倍晋三的派系的人士。

## 特朗普主義的興起
2020年美國總統選舉自9月開始白熱化以來，網絡右翼群體間的特朗普主義就開始抬頭，其中安倍晉三於2020年9月因為健康理由，突然辭任日本首相一職被認為是網絡右翼將崇拜對象轉移往唐納德·特朗普的一個重要契機，對他們來說特朗普是在對中強硬方針下一個升級，因此他們不停在網絡散播特朗普主張為了推翻總統大選結果的陰謀論。

## 相关主题
- 1450网军
- 网络水军
- 网络评论员
- 網絡打手
- 五毛党
- 親美
- 反韓
- 反中華人民共和國
- 反中共
- 反俄
- 自由民主党 (日本)
- 日本民族主义
- 新民族主义
- 右翼民粹主义
- 另类右翼
- 特朗普主义